# Axis
Axis er en dansk NGO og ulandsorganisation, der er grundlagt i 1995.
Organisationen arbejder hovedsageligt i Sydamerika (Peru og Bolivia). Desuden har man i sommeren 2010 startet et projekt i Ghana i Afrika. I sit arbejde blandt økonomisk og socialt dårligt stillede befolkningsgrupper fokuserer Axis specielt på organisationsudvikling, uddannelse, sundhed og bæredygtig udvikling.
Axis hjælper fx beboerne på den peruanske ø Taquile i Titicaca-søen med at opnå selvejerskab over øens blomstrende turisme. Et andet eksempel er seksualundervisning i Bolivia, hvor viden blandt de unge om seksuelt overførte sygdomme og kvinderettigheder er minimal.
Axis er en medlemsorganisation, ledet af en medlemsvalgt bestyrelse med en lønnet administration. Antallet af medlemmer var i 2010 mere end 350.
Axis samarbejder med en række danske og udenlandske ulandsorganisationer, uddannelsesinstitutioner og faglige og sociale netværk. Derudover varetager Axis udsendelse af unge i uddannelsespraktik til sine samarbejdsorganisationer i Peru, Bolivia og Ghana. Hvert år sender Axis omkring 30 studerende af sted på praktikophold.

## Eksterne links
- Axis, NGO for uddannelse – officiel website